# 布都御魂
布都御魂（ふつのみたま）は、記紀神話に現れる霊剣。韴霊剣、布都御魂剣（ふつみたまのつるぎ）とも言う。佐士布都神（さじふつのかみ）、甕布都神（みかふつのかみ）とも言う。

## 表記
佐士布都神の「さじ（佐士）」は「さひ（佐比＝刀の古語）」の誤記と見られている。他方、神名データベース（國學院大學）では、「指」を濁音化したもの、または両側からすぼまった状態をあらわす「狭」という説を載せている。
名称にある「ふつ」とは、「断ち切る様」をいう。

## 伝承
建御雷神（たけみかずちのかみ）はこれを用い、葦原中国（あしはらのなかつくに）を平定した。神武東征の折り、ナガスネヒコ誅伐に失敗し、熊野山中で危機に陥った時、高倉下が神武天皇の下に持参した剣が布都御魂で、その剣の霊力は軍勢を毒気から覚醒させ、活力を得てのちの戦争に勝利し、大和の征服に大いに役立ったとされる。
神武の治世にあっては、物部氏、穂積氏らの祖と言われる宇摩志麻治命（うましまじのみこと）が宮中で祭ったが、崇神天皇の代に至り、同じく物部氏の伊香色雄命（いかがしこおのみこと）の手によって石上神宮に移され、御神体となる。同社の祭神である布都御魂大神（ふつのみたまのおおかみ）は、布都御魂の霊とされる。

## 現存品

### 石上神宮
布都御魂はやがて拝殿の裏手の禁足地に埋められるが、明治7年（1874年）に当時の大宮司の菅政友によって発掘され、本殿内陣に奉安され、御神体として祭られている。その際、刀鍛冶師の月山貞一（初代）が作刀した布都御魂剣の複製2振が本殿中陣に奉安された。
菅政友によって発掘された物は、形状は内反り（通常の日本刀とは逆に刃の方に湾曲）の片刃の鉄刀。柄頭に環頭が付いている。全長は記録によって微妙に異なるが、85cm位である。
石上神宮にはともに天羽々斬（布都斯魂剣）も奉安されている。

### 鹿島神宮
一方、鹿島神宮にも布都御魂剣または韴霊剣（ふつのみたまのつるぎ）と称する巨大な直刀が伝わっている。由来は不明であるが、奈良時代末期から平安時代初期の制作とされる。国宝に指定されており、鹿島神宮の宝物館にて展示されている。
布都御魂は神武天皇に下される前は鹿島神宮の主神であるタケミカヅチのものであり、布都御魂が石上神宮に安置され鹿島に戻らなかったために作られた二代目が、現在鹿島に伝わる布都御魂剣であるという。